# Estany de Sotllo
L'estany de Sotllo (estany gran de Sotllo) és un estany d'origen glacial situat a la capçalera de la Vallferrera (Parc Natural de l'Alt Pirineu), a una altitud de 2.343m, en el curs mig  del barranc de Sotllo. Ocupa una superfície de 4,8 ha. Hi conflueixen, per l'oest, les aigües dels estanys i estanyols de la coma de Sotllò, i pel nord, les que baixen de l'estany d'Estats.
L'estany de Sotllo desguassa cap al sud per diversos salts d'aigua. Més avall, l'aigua s'amansa en meandres i aiguamolls al pla i la Socalma de Sotllo, on arriben les aigües que baixen de l'estany Fondo. El corrent segueix avall en direcció sud, fins a precipitar-se pel barranc de Sotllo. Tres-cents metres més avall, després de la cascada de Sotllo, s'ajunta amb la Noguera de Vallferrera.

## Medi físic i natural
L'estany està en una superfície composta majoritàriament per tarteres i roca mare. La vegetació que hi ha al voltant està formada per gespets o prats de Festuca eskia. L'estany correspon al tipus d'estanys propis de conques amb esquists del Cambro-Ordovicià.
Biològicament és un estany ultra-oligotròfic, amb una gran transparència de l'aigua. No té vegetació aquàtica, excepte algunes clapes al fons de molses del gènere Drepanocladus. Hi viuen les granotes roges (Rana temporaria). El seu estat ecològic és, ara per ara, Molt Bo segons la classificació de la Directiva Marc de l'Aigua.

## Estanys i estanyols de la coma de Sotllo

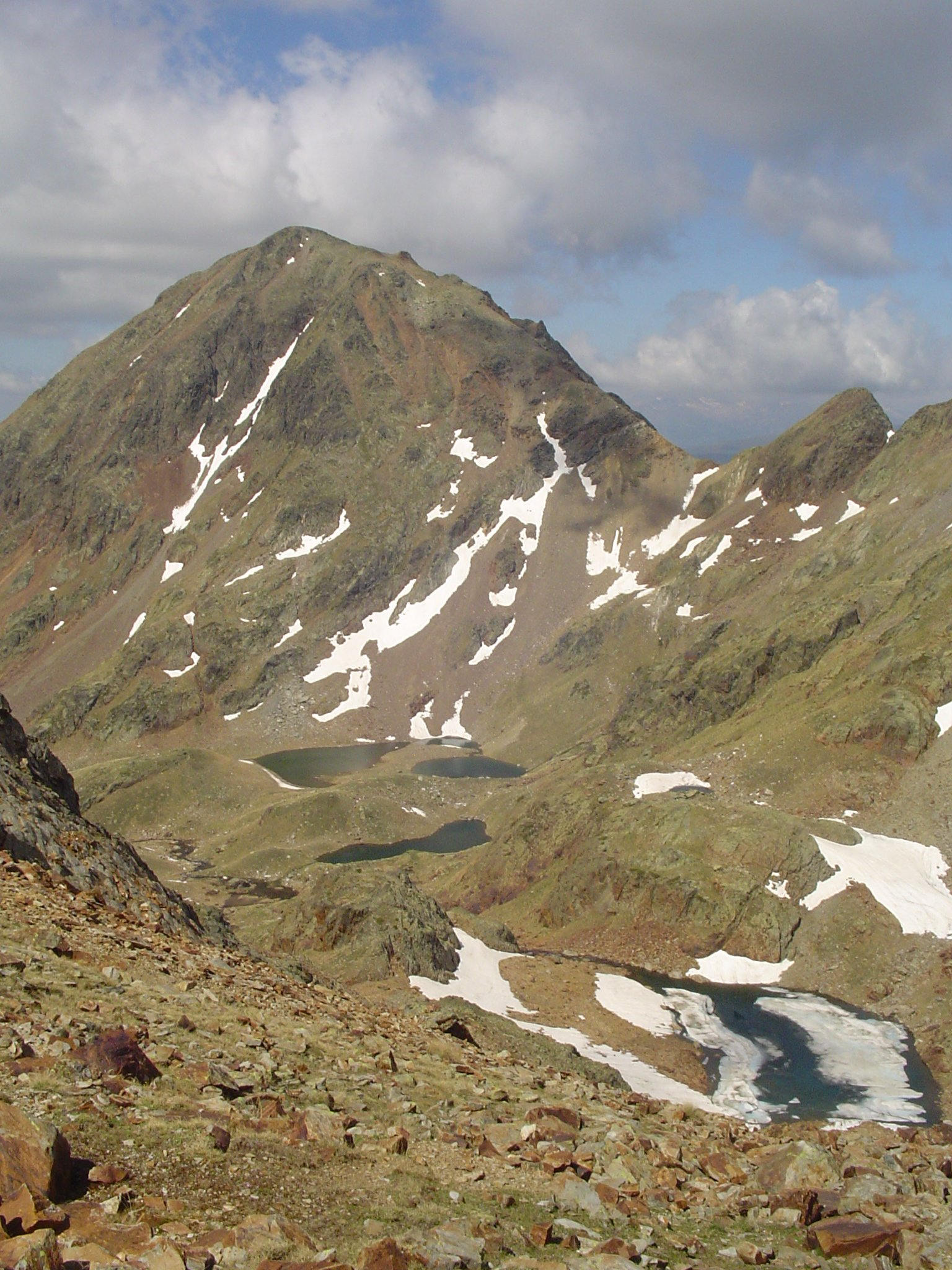
Estanys de la coma de Sotllo i el pic de Baborte. Vista des del pic de Sotllo.

Aquests estanys, en un nombre de dotze, s'ubiquen al circ de Sotllo al vessant sud-oest del Pic de Sotllo, entre els 2.450m i 2.700m d'altitud.
Estan distribuïts dins la coma de Sotllo, un circ d'origen glacial, tancada a l'oest pel pic dels Estanys (2.956m), el coll de Canedo (2.712m) i el pic i Baborte (2.934m) i al sud pel coll de Baborte (2.597m) i el pic de Pedres Blanques (2.772m).
A la part meridional de la coma de Sotllo, entre dos dels estanys, sota el coll de Baborte, també hi trobem la font de Sotllo.

## Accés
Zona transitada per excursionistes. La manera més fàcil d'accedir a l'estany de Sotllo és seguir la ruta o via normal d'ascens a la Pica d'Estats, pel sender que parteix del refugi de Vallferrera, pel barranc de Sotllo i el pont de la Socalma. Sender molt fresat i amb indicadors. Fàcil de seguir.